# Peter Brian Medawar
Sir Peter Brian Medawar (28. února 1915 – 2. října 1987) byl britský biolog narozený v Brazílii, spolu s Frankem Macfarlaneem Burnetem nositel Nobelovy ceny za fyziologii a lékařství za rok 1960. Jeho výzkum odmítnutí transplantátu a objev získané imunologické tolerance, za který dostal Nobelovu cenu, napomohl pokroku v transplantologii. Peter Brian Medawar byl profesorem zoologie na Univerzitě Birmingham a na londýnské University College London.

## Život
Medawarův otec pocházel z Libanonu, matka byla Angličanka. Peter Medawar se narodil v Brazílii, kde otec pracoval jako obchodní zástupce britského výrobce zubních past. Měl britské i brazilské občanství, kterého se však v osmnácti letech vzdal, aby nemusel nastoupit povinnou vojenskou službu.
Od roku 1928 studoval v Marlborough College v Anglii. V roce 1932 odešel na Magdalen College v Oxfordu, kde studoval zoologii u profesora J. Z. Younga. Poté, co v roce 1935 získal bakalářský titul, pracoval na katedře patologie Howarda Floreyho Oxfordské univerzity, který ho přivedl k imunologii. Začal se zajímat o výzkum v oblasti biologie související s medicínou a možnostmi regenerace nervů. V roce 1938 byl jmenován pomocným vědeckým pracovníkem na Magdalen College a v roce 1941 tam dokončil doktorskou práci. V roce 1944 se stal vedoucím výzkumným pracovníkem na St John's College v Oxfordu a univerzitním demonstrátorem zoologie a srovnávací anatomie. V roce 1946 byl zvolen řádným členem Magdalen College v Oxfordu a o rok později mu byl udělen titul doktora věd.
Během druhé světové války byl Radou pro lékařský výzkum zapojen do šetření, které mělo pomoci zraněným vojákům při léčbě popálenin a dalších zranění na povrchu těla. Cílem bylo zjistit, proč kůže odebraná jedné lidské bytosti nevytvoří trvalý štěp na kůži jiné osoby. Pokusy prováděné na zvířatech mu umožnily formulovat věty o transplantační imunitě, která tvořila základ jeho další práce na tomto tématu. Jeho první publikace na toto téma s názvem Listy čistého epidermálního epitelu z lidské kůže vyšla v časopise Nature v roce 1941.
Mezi lety 1947 a 1951 byl profesorem zoologie na univerzitě v Birminghamu, kde pokračoval ve svém výzkumu. V roce 1949 byl zvolen členem Royal Society. Ve spolupráci s Rupertem Billinghamem studoval problémy s pigmentací a kožním štěpem u skotu. Využili poznatky a pozorování R. D. Owena o neobvyklých typech červených krvinek u dvojčat skotu, které bylo publikováno v roce 1945. Dalším pomocným krokem v poznávání imunologické tolerance byla hypotéza australského vědce Burneta, že během embryonálního života a bezprostředně po narození, buňky postupně získávají schopnost rozlišovat vlastní tkáně látky a netvoří protilátky. Dospěli k závěru, že jev, který nazývali "aktivně získanou tolerancí" tkáňových štěpů, by mohl být uměle reprodukován. Pokud bude do embrya vpravena látka s antigenními vlastnostmi, bude takto ovlivněný organismus i po narození použité antigeny tolerovat. Medawarův tým vymyslel metodu pro testování Burnetovy hypotézy na myších, která potvrdila její správnost. V roce 1951 úspěšně transplantoval tkáň mezi myšími plody a následně i na starších jedincích. Výsledky měly význam pro pozdější transplantace orgánů.

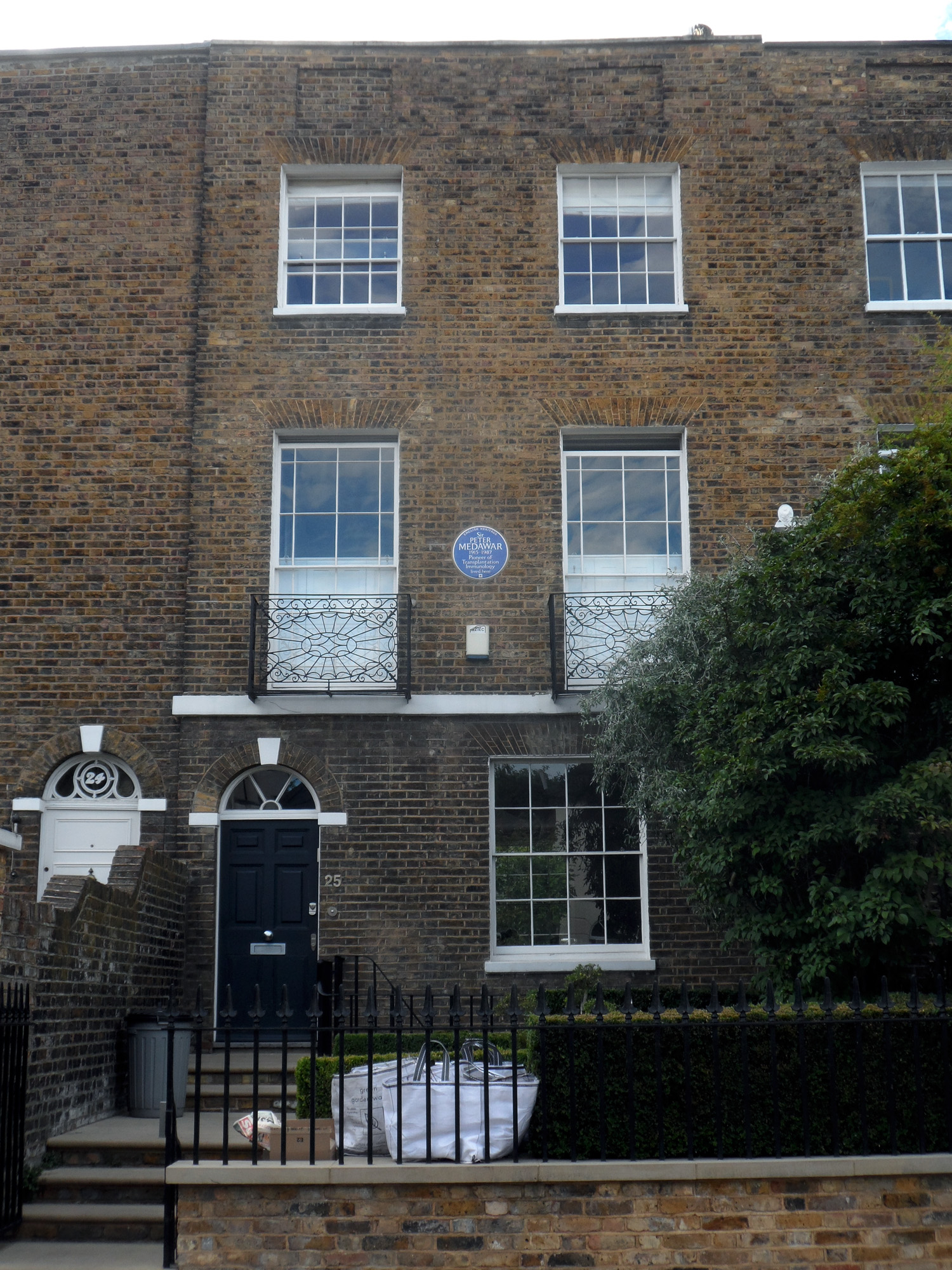
dům Petera Medawara v Londýně (Hampstead)

V roce 1951 se stal profesorem zoologie a srovnávací anatomie na University College v Londýně. Medawar pokračoval ve spolupráci s R. Billinghamem a L. Brentovou na jevu imunologické tolerance několik let. Provedl také další výzkumy transplantační imunity. Jejich experimentální důkaz Burnetovy hypotézy byl poprvé publikován v krátkém článku v časopise Nature v roce 1953. V roce 1959 Royal Society Medawarovi udělila královskou medaili.
V roce 1960 Medawar s Burnetem získali Nobelovu cenu za jejich práci s kožními štěpy, která je základem transplantací orgánů, a za jejich objev získané imunologické tolerance. Ve své přednášce při převzetí ceny Medawar vzpomenul zásluhy R.D.Owena na jejich úspěchu a také ocenil práci českého biologa Milana Haška, který imunologickou toleranci prokázal ve stejné době.
V letech 1962–1971 byl Peter Medawar ředitelem Britského národního ústavu pro lékařský výzkum v Mill Hill, který se stal pod jeho vedením jedním z nejlepších světových center pro imunologický a biomedicinský výzkum. Své velké znalosti, zkušenosti, organizátorské schopnosti a autoritu uznávaného vědce využíval k práci v četných komisích a odborných společnostech. K jeho světové proslulosti přispěla rozsáhlá publikační činnost. Kromě vědeckých studií napsal řadu esejí o vědě a filozofii, úvahy nad úlohou člověka ve světě, například Jedinečnost individua (1957), Budoucnost člověka (1959), Fenomén člověka (1961), Umění řešitelného (1967), Naděje pokroku (1972). Na některých spolupracovala jeho manželka, např. Věda o životě (1977) nebo Aristoteles do zoologických zahrad (1983). Zabýval se také teorií stárnutí a endokrinní evoluce.

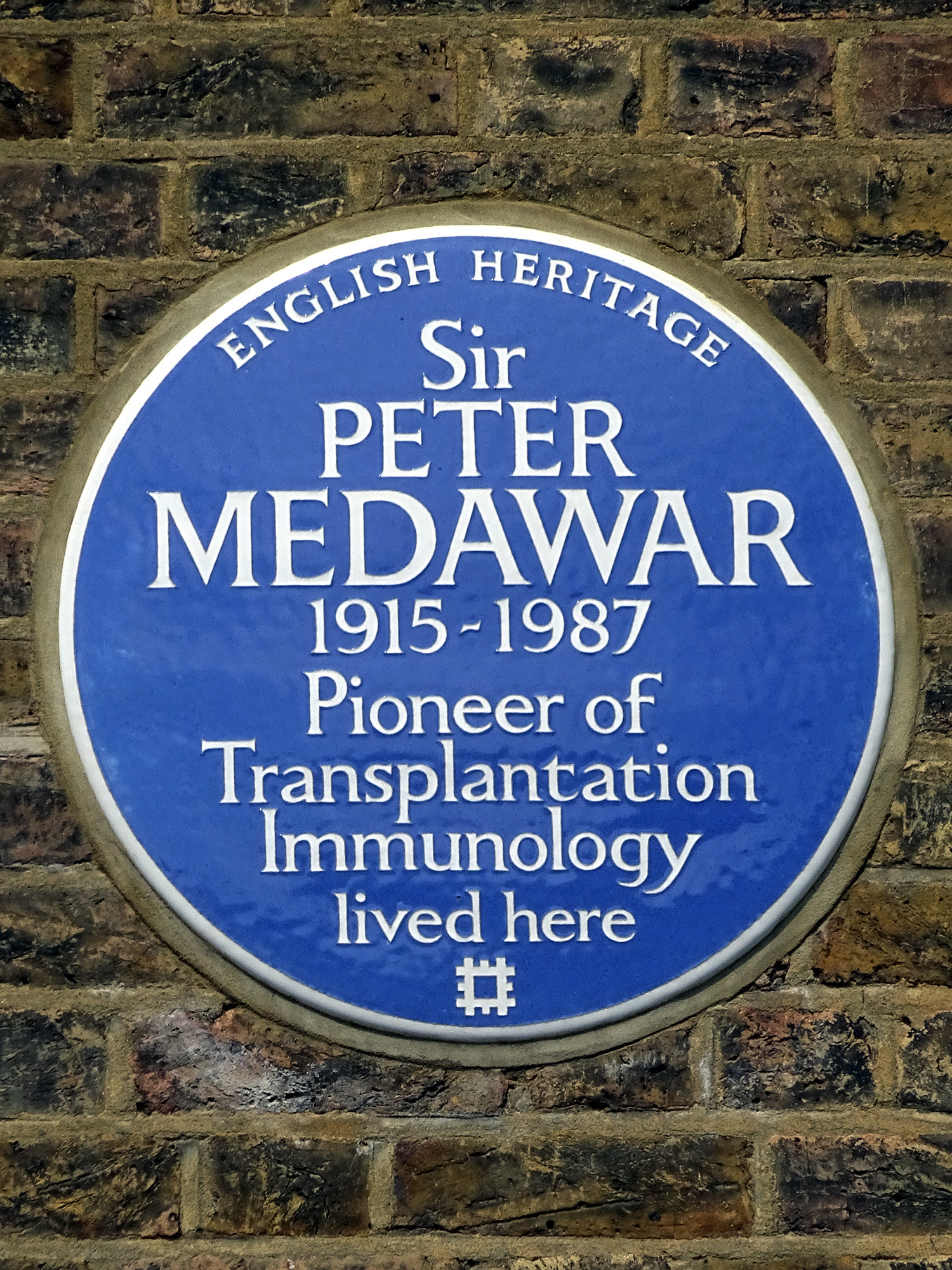
detail pamětní desky na domě v Londýně

V roce 1965 byl povýšen do šlechtického stavu a v roce 1981 mu byl udělen Řád za zásluhy. V roce 1987 získal Cenu Michaela Faradaye „ za přínos, který jeho knihy přinesly při prezentaci veřejnosti a samotným vědcům, intelektuální povaze a základní lidskosti vědy na nejvyšší úrovni a roli, kterou hrála v naší moderní kultuře″.
V roce 1959 během přednášky při zasedání Britské asociace v exeterské katedrále utrpěl těžký záchvat mrtvice. Lékaři mu zachránili život, ale zůstal invalidní až do konce života. Měl omezenou pohyblivost, špatně mluvil, v posledních letech přišel o jedno oko. Jeho intelekt zůstal neporušen a za pomocí manželky pokračoval v psaní a omezeném výzkumu. Zúčastňoval se i nadále kongresů a veřejných vystoupení.
V letech 1971 až 1986 byl vedoucím transplantační sekce klinického výzkumného střediska Rady pro lékařský výzkum v Harrow. Stal se profesorem experimentální medicíny na Royal Institution (1977–1983) a prezidentem Královské postgraduální lékařské školy (1981–1987).
Zemřel v roce 1987 po dalším záchvatu mozkové mrtvice v Královské nemocnici v Londýně. Je pohřben se svou ženou na hřbitově kostela svatého Ondřeje v Alfristonu ve východním Sussexu.

### Osobní život
Peter Medawar se oženil v roce 1937 s absolventkou zoologie na oxfordské univerzitě Jean Shinglewood Taylorovou. Jejich manželství bylo velmi šťastné. Měli dva syny a dvě dcery.  Vnuk Alex Garland je známým spisovatelem a scenáristou.
Medawar měl hodně zájmů, včetně opery, filozofie a kriketu. Byl proslulý vtipem a humorem, který se projevoval i v jeho esejích a knihách. Měl úctu k práci ostatních a objektivně oceňoval jejich přínosy.

## Medawar a československá imunologie
Nezávisle na Medawarovi dospěl za použití odlišné metody k objevu získané imunologické tolerance v Československu biolog Milan Hašek. V roce 1953 zveřejnil výsledky svého výzkumu, při němž prokázal imunologické sblížení dvou kuřecích embryí díky propojení jejich krevních oběhů přes chorioalantoidní membrány. Haškova metoda vaječné parabiózy kuřecích zárodků vyvolala Medawarův zájem a její výsledky pak použil k podpoře své teorie. Haškův přínos zmínil i ve svém projevu při převzetí Nobelovy ceny. Byla navázána spolupráce vědeckých týmů v Praze a Londýně. Medawar se svou ženou navštívil Prahu poprvé v roce 1960.